# Hermann Tomasgaard
Hermann Tomasgaard (Lørenskog, 4 de enero de 1994) es un deportista noruego que compite en vela.
Participó en los Juegos Olímpicos de Tokio 2020, obteniendo una medalla de bronce en la clase Laser. Ganó una medalla de plata en el Campeonato Mundial de Laser de 2024.

## Palmarés internacional
| Juegos Olímpicos   | Juegos Olímpicos     | Juegos Olímpicos  | Juegos Olímpicos |
| Año                | Lugar                | Medalla           | Clase            |
| ------------------ | -------------------- | ----------------- | ---------------- |
| 2020               | Tokio (Japón)        | Medalla de bronce | Laser            |
| Campeonato Mundial |                      |                   |                  |
| Año                | Lugar                | Medalla           | Clase            |
| 2024               | Adelaida (Australia) | Medalla de plata  | Laser            |